# 下塞雷索
下塞雷索（西班牙語：Cerezo de Abajo），是西班牙卡斯蒂利亚-莱昂塞戈维亚省的一个市镇。 总面积20平方公里，总人口175人（2001年），人口密度9人/平方公里。